# Zabrđe (Novi Pazar)
Zabrđe (Servisch cyrillisch Забрђе) is een plaats in de Servische gemeente Novi Pazar. De plaats telt 49 inwoners (2002).